# Raza for Christ
Raza for Christ (antes conocidos como La Raza) son un grupo hondureño de música cristiana. La banda tuvo sus inicios en febrero de 2000, en la ciudad de San Pedro Sula. Sus actuales miembros son Adán Velásquez, Alex Martell y Edwin Sánchez.
Su música es una fusión de reguetón y de ritmos tropicales tales como la cumbia, la bachata y el ritmo autóctono de Honduras ritmo punta.

## Historia
Raza for Christ nació en San Pedro Sula, Honduras, en febrero de 1994 En la escuela eran conocidos como el grupo «La Raza», así comenzaron a cantar en fiestas, discotecas, etc. Luego de pasar etapas difíciles en sus vidas, estos cuatro jóvenes se volcaron en la religión. Raza For Christ nace de ese encuentro, donde entienden que Dios los transforma y llama a ser una raza diferente… una raza para Cristo. Esto los llevó a enfrentar conflictos entre sus integrantes. Sin embargo, una vez superados los problemas comienzan a escribir canciones con un mensaje centrado en Cristo, basado en la Biblia, a fin de exhortar a los jóvenes a que dejaran las drogas, las pasiones juveniles y las pandillas. Así nació Raza For Christ con Christopher Knuth (Creyente), Adán Velásquez (Malaji), Edwin Sánchez (Dj Manny) y Alex Martell (Radical).
En enero de 2002, aparece su primer disco titulado «Verdades Descubiertas», el cual grabaron en Ciudad de Guatemala. Esta producción fue pionera en el ámbito de la música urbana por su fusión de estilos, mezclando reguetón con cumbia y otros ritmos tropicales. El primer sencillo titulado «¿Qué pasó?» se posicionó en los primeros lugares en las radios seculares de Centroamérica.
En el año 2003, Raza For Christ firma contrato con Enlace Music e Integrity Media. En 2005 lanzan al mercado su segunda producción llamada «Desde Mi Tierra», y en el 2007 presentan «Una Raza con Poder», una recopilación de varios cantantes de Honduras, como El Novato, Living Souls, Siervos Escogidos, entre otros. Este álbum estaría nominado en los Premios Arpa como "Mejor álbum urbano" en 2008. Es así que Raza For Christ viaja por muchas partes del mundo, llevando música y, sobre todo, un mensaje confesional.
En 2012, la banda lanzó su más reciente producción «Non Stop», la cual cuenta con 10 canciones, y estuvo nominado en diversas premiaciones como Premios AMCL y Premios Fuzion.
Su último registro musical, es la canción Pecadito, lanzada en 2018 como corte promocional de su próximo álbum.

## Miembros
- Christopher Knuth (Creyente, Kris & Lornie)
- Adán Velásquez (Malaji, A.D.A.N.)
- Edwin Sánchez (DJ Manny)
- Alex Martell (Radical, El Raza)

## Discografía

### Álbumes de estudio
| Año  | Álbum                 | Canciones |
| ---- | --------------------- | --- |
| 2002 | Verdades Descubiertas | - «¿Qué Pasó?» - «El Don» - «La Amenaza» - «El Cumbiaz» - «Su Presencia» - «Jesucristo» - «Di No A La Violencia» - «Ángel» - «La Seña» - «Verdades Descubiertas»                                          |
| 2005 | Desde mi Tierra       | - «Desde Mi Tierra» - «La Kumbia» - «No Temas» - «Loco» - «Sé Que Me Amas» - «La Fe» - «Aliento De Vida» - «Me Siento Feliz» - «Fundamento» - «Dime» - «Tiempos» - «Almas Perdidas» - «King of Salvation» |

| Año  | Álbum              | Canciones |
| ---- | ------------------ | --- |
| 2007 | Una Raza con Poder | - «Dale Gozate» - «Flow Divino» - «Una Raza con Poder» |
| 2012 | Non Stop           | - «Si Tu No Estas Aquí» - «Una Canción Para Vos» - «Vacilón» - «Dímelo» - «Rompela» - «A Diario» - «Fue Por Ti» - «El Sello» - «Conocerte A Ti» - «Your Love» |

### Vídeos musicales
- El Cumbiaz (2004)
- Que Paso? (2004)
- Desde mi Tierra (2005)
- Dale Gozate (2007)
- Flow Divino (2008)
- La Kumbia (2010)
- No Temas Cree Solamente (2012)
- Si tu no estas Aquí (2012)
- Una Cancion Para Vos (2012)
- A diario (2013)

## Premios y nominaciones
| Año  | Premio         | Categoría                      | Trabajo nominado                          | Estado   |
| ---- | -------------- | ------------------------------ | ----------------------------------------- | -------- |
| 2008 | Premios Arpa   | Mejor Álbum Urbano/Alternativo | Una Raza con Poder                        | Nominado |
| 2008 | Premios AMCL   | Canción urbana del año         | «Una Raza con Poder»                      | Ganador  |
| 2012 | Premios Fuzion | Artista del Año                | Non Stop                                  | Nominado |
| 2012 | Premios Fuzion | Disco del Año                  | Non Stop                                  | Nominado |
| 2012 | Premios AMCL   | Álbum Juvenil del Año          | Non Stop                                  | Nominado |
| 2012 | Premios AMCL   | Canción promocional del año    | «Una canción para vos»                    | Nominado |
| 2012 | Premios AMCL   | Canción infantil del año       | «Me voy para arriba» (con Graciela Aybar) | Nominado |